# Tekenacademie
De term tekenacademie is en wordt gebruikt voor verschillende opleidingen waar de opleiding tot tekenaar plaatsvindt.
In voorgaande eeuwen kon de term betrekking hebben op voltijds of deeltijdopleidingen van verschillend niveau. In Nederland zijn veel van de opleidingen opgegaan in kunstacademies of andere instellingen van hoger beroepsonderwijs. In Vlaanderen wordt de term gebruikt voor opleidingen binnen het deeltijds kunstonderwijs. Ook in Nederland gebruikt men de term nog wel voor instellingen waar cursussen in tekenen gegeven worden.